# Carpetbaggers

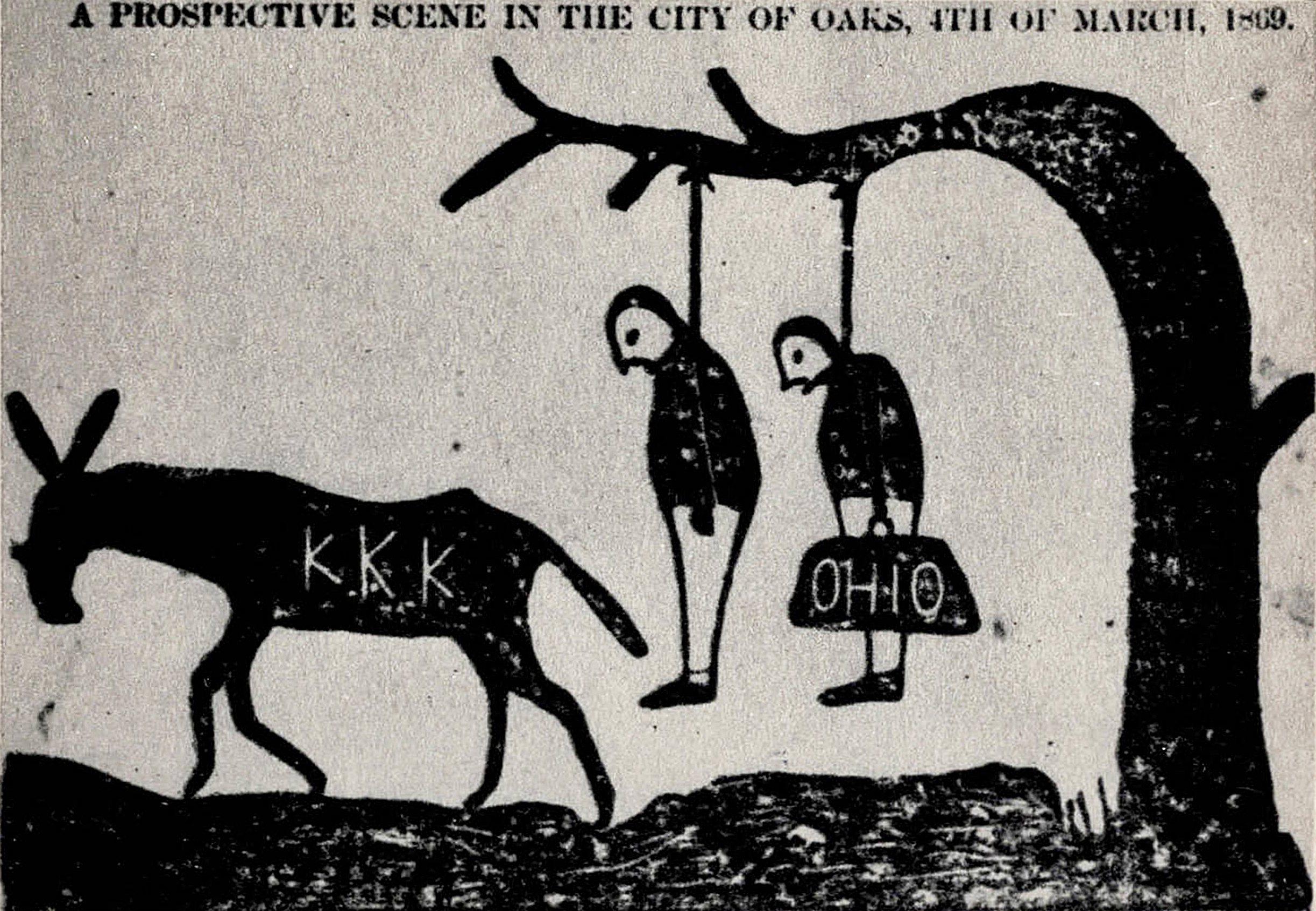
Kresba ilustruje výhrůžky Ku-Klux-Klanu na adresu carpetbaggerů. Alabama,
Independent Monitor, 1868

Carpetbaggers (carpetbaggeři či česky taškáři) je pejorativní označení bílých Američanů, kteří se po konci Americké občanské války v průběhu tzv. rekonstrukce stěhovali ze států Unie na Jih a byli tam velmi aktivní v politickém životě. Samotný název carpetbaggers je odvozen od velmi levných zavazadel, se kterými podle tvrzení bílých obyvatel Jihu, carpetbaggeři migrovali na jejich území za jediným účelem, aby tam bezohledně drancovali a obohacovali se na jejich úkor. Společně s tzv. scalawagy a černošským obyvatelstvem byli carpetbaggeři v letech 1867–1876 jedinou podporující silou mladé republikánské strany v poražených státech Jihu.